# Laninia fletcheri
Laninia fletcheri är en fjärilsart som beskrevs av Orfila och Schajovski 1958. Laninia fletcheri ingår i släktet Laninia och familjen mätare. Inga underarter finns listade i Catalogue of Life.